# 正十一胺
正十一胺是一种有机化合物，化学式为C11H25N。它可由正十一腈或1-硝基十一烷的还原反应制得。十二烷酰胺和次氯酸钠反应，也能得到正十一胺。它和氟硼酸反应，生成氟硼酸正十一铵（C11H23NH3BF4），和盐酸发生类似反应，生成相应的盐酸盐。它可以发生甲基化反应，生成N,N-二甲基正十一胺。